# ISO/IEC 19770
ISO/IEC 19770 är en samling internationell standards inom programvaruhantering.
SS-ISO/IEC 19770-1 är en  ISO/IEC-standard för programvaruhantering. Syftet med standarden är att skapa bättre möjligheter att kontrollera kostnaderna för programvarulicenser. Med en enklare hantering och bättre kostnadskontroll följer även en bättre riskhantering. Ett företag som följer riktlinjerna i standarden uppfyller de lagkrav som finns angående upphovsrätt och riskerar inte att sitta med för många eller för få licenser.
Sveriges standardiseringsorgan, SIS,  har fram till hösten 2007 verkat som sekretariat för den internationella arbetsgruppen bakom standarden. Den internationella arbetsgruppen (ISO/IEC JTC1/SC7/WG21 Software Asset Management) bildades på svenskt initiativ och har fram till hösten 2007 haft svensk ordförande och svensk redaktör.
Med hjälp av analysverktyget "ISO/IEC 19770-1 Software Asset Management: Are You Ready?" kan företagen underlätta arbetet med att identifiera brister och möjliga förbättringar.
SS-ISO/IEC 19770-1 har utvecklats i syfte att en organisation ska kunna påvisa att den har infört programvaruhantering på ett så standardiserat sätt att det tillfredsställer ledningens krav samt möjliggör ett effektivt stöd till styrningen av IT-servicen. ISO/IEC 19770-1 är nära anpassad till, och stöder, ISO/IEC 20000 Service Management. 

## Riskhantering
Standarden ska vara ett stöd för företag genom att 
- bedöma och förhindra risken för avbrott i IT-servicen
- minimera risken för försämrad kvalitet i IT-servicen
- hantera juridiska och regulatoriska frågor
- minimera risken att organisationens anseende skadas

## Kostnadskontroll
Standarden underlättar kostnadskontrollen inom följande områden:
- minskade direkta kostnader för programvaror och därmed relaterade tillgångar
- minskad tid och kostnad för förhandlingar med leverantörer
- minskade kostnader genom bättre ekonomisk kontroll
- minskade kostnader för infrastrukturen för att kontrollera programvaran och relaterade tillgångar
- minskade supportkostnader

## Konkurrensfördelar
Standarden skall främja en sund konkurrens genom:
- bättre beslutskvalitet tack vare bättre information
- snabbare införande av nya system och funktioner
- att tillhandahålla IT-tjänster som är mer i linje med organisationens behov
- at ge bättre kunskap för att snabbare hantera IT-aspekterna av företagsuppköp, sammanslagningar och företagsdelningar
- att skapa bättre personlig motivation och nöjdare användare tack vare färre IT-problem.